# Shadowhunters: The Mortal Instruments
Shadowhunters, cunoscut și sub numele de Shadowhunters: The Mortal Instruments, este un serial de televiziune supernatural american dezvoltat de Ed Decter, bazat pe seria de cărți The Mortal Instruments scrisă de Cassandra Clare. A avut premiera în America de Nord pe Freeform pe 12 ianuarie 2016. Filmat în principal în Toronto, Ontario, Canada, seria o urmărește pe Clary Fray (Katherine McNamara), care află la ziua de optsprezece ani că este nu cine crede ea că este, ci mai degrabă provine dintr-un lung șir de vânători de umbre, hibrizi înger-om care vânează demoni și trebuie să se ocupe de lupta iubirii interzise.
Este a doua adaptare a seriei de romane, după filmul din 2013, The Mortal Instruments: City of Bones, care, la fel ca seria, a fost produs de Constantin Film. Sezonul de debut al Shadowhunters a primit răspunsuri mixte de la critici. Episodul pilot a atras cel mai mare public pentru Freeform din mai mult de doi ani. Spectacolul a primit numeroase nominalizări la premii, câștigând un premiu GLAAD, șase premii Teen Choice și cinci premii People's Choice.
În martie 2016, seria a fost reînnoită pentru un al doilea sezon de 20 de episoade, care a avut premiera pe 2 ianuarie 2017. În august 2016, showrunnerul Ed Decter a lăsat seria pentru "diferențele creative". Todd Slavkin și Darren Swimmer au fost numiți ca înlocuitori ai lui Decter. În aprilie 2017, Freeform a reînnoit spectacolul pentru un al treilea sezon de 20 de episoade, care a avut premiera pe 20 martie 2018. În iunie 2018, Freeform a anulat serialul după trei sezoane, dar a comandat două episoade suplimentare pentru a încheia corect povestea serialului; a doua jumătate a celui de-al treilea sezon a avut premiera pe 25 februarie 2019, cu 12 episoade comandate. Finalul seriei în două părți a fost difuzat pe 6 mai 2019.

## Subiect
La vârsta de 18 ani, Clary Fray este acceptată în Brooklyn Academy of Arts. În acea seară, în timp ce sărbătorea cu cel mai bun prieten al ei, Simon Lewis, Clary vede un grup de oameni suspecți pe care nimeni altcineva nu îi poate vedea. Ea îi urmărește în camera din spate a clubului, asistând la o luptă. Se amestecă, apucând o lamă. Crezând că a comis accidental o crimă, Clary este tulburată și se repede imediat acasă. Mama ei, Jocelyn Fray, dezvăluie apoi tatuajele invizibile pe propria piele, asemănătoare cu cele purtate de grup la club. Știind că va fi atacată, Jocelyn se teme pentru siguranța lui Clary, cerându-i prietenului lor Dot să o trimită printr-un portal către Luke, singura ei figură paternă.
Cu toate acestea, când ajunge, Clary crede că Luke a trădat-o, ducând la întoarcerea în apartamentul ei. Când ajunge, mama ei este dispărută, iar Dot o întreabă despre o Cupă Mortală. Clary este salvată de un băiat blond din club, care pare să știe mai multe despre ea decât ea. Se alătură unui grup de vânători de umbre, pe jumătate înger pe jumătate umani, pentru a-și salva mama de ticălosul Valentine Morgenstern, tatăl lui Clary și descoperă puteri pe care nu a știut niciodată că le posedă. Clary este aruncată în lumea vânătorii de demon împreună cu misterioșii, narcisici și atrăgători Shadowhunters Jace, Isabelle și Alec și îl trage și pe Simon, prietenul său loial și ciudat,  în aventură. Acum, trăind printre oameni buni, vrăjitori, vampiri și vârcolaci, Clary începe o călătorie de descoperire de sine în timp ce învață mai multe despre trecutul ei și despre viitorul ei.

## Distribuție și personaje

### Personaje principale
- Katherine McNamara în rolul Clary Fairchild, o vânătoare de umbre crescută printre oamenii normali care își află adevărata moștenire la împlinirea a 18 ani și este fiica lui Jocelyn Fairchild și Valentine Morgenstern.[3]
- Dominic Sherwood în rolul lui Jace Herondale, un vânător de umbre fermecător și narcisist care se îndrăgostește de Clary și este fratele adoptiv al lui Alec, Isabelle și Max. Jace și Alec sunt, de asemenea, Parabatai.[4]
- Alberto Rosende în rolul lui Simon Lewis, cel mai bun prieten din copilărie a lui Clary, care se implică în Lumea Umbrelor și, ulterior, devine un vampir.[5]
- Matthew Daddario în rolul lui Alec Lightwood, un vânător de umbre serios și, fratele mai mare al lui Isabelle și Max și fratele adoptiv și Parabatai al lui Jace.[6]
- Emeraude Toubia ca Isabelle Lightwood, o vânătoare de umbre seducătoare și carismatică care este sora mai mică a lui Alec, sora mai mare a lui Max și sora adoptivă a lui Jace.[5]
- Isaiah Mustafa în rolul lui Luke Garroway, un fost vânător de umbre transformat în vârcolac și polițist NYPD, fostul parabatai al lui Valentine și o figură paternală a lui Clary.[6]
- Harry Shum Jr. în rolul lui Magnus Bane, un vrăjitor foarte puternic, inteligent și înțelept care este fostul Warlock din Brooklyn.[7]
- Alisha Wainwright în rolul Maia Roberts (sezonul 3; sezonul recurent 2), un vârcolac, membră al haitei lui Luke și barmanul de la Luna Vânătorului.

### Personaje secundare

#### Introduse în primul sezon
- Alan van Sprang în rolul Valentine Morgenstern (sezoanele 1-2; invitat sezonul 3), un vânător de umbre necinstit și liderul Cercului care este tatăl lui Clary și Jonathan și fostul soț al Jocelyn.
- Maxim Roy în rolul Jocelyn Fairchild[8] (sezoanele 1-2; invitat sezonul 3), mama caldă și protectoare a lui Clary și fosta soție a lui Valentine, care este un fost membru al Cercului.
- Vanessa Matsui în rolul Dorothea Rollins (sezoanele 1-2), un vrăjitor mai tânăr care este asistentul lui Jocelyn și ca o soră pentru Clary
- Jon Cor în rolul lui Hodge Starkweather (sezonul 1; invitat sezonul 2), fost membru al Cercului și antrenor de arme la Institutul New York.[9]
- David Castro în rolul lui Raphael Santiago, un vampir catolic care este fosta mână dreaptă al lui Camille și fostul lider al clanului vampirilor din Brooklyn.[10]
- Jade Hassouné în rolul lui Meliorn, un cavaler Seelie loial Reginei Seelie[11]
- Kaitlyn Leeb în rolul Camille Belcourt (sezonul 1; invitat sezonul 2), fostul lider al clanului vampirilor din Brooklyn și fosta iubită a lui Magnus.[12]
- Christina Cox în rolul Elaine Lewis, mama văduvă a lui Simon și Rebecca
- Nicola Correia-Damude în rolul lui Maryse Lightwood, fostul șef al Institutului New York și fost membru al Cercului care este mama lui Alec, Isabelle și Max, mama adoptivă a lui Jace și fosta soție a lui Robert[13]
- Paulino Nunes în rolul lui Robert Lightwood (sezoanele 1-2; invitat sezonul 3), fost membru al cercului, fostul soț al lui Maryse, tatăl lui Alec, Isabelle și Max și tatăl adoptiv al lui Jace
- Jack Fulton în rolul lui Max Lightwood (sezonurile 1-2; invitat sezonul 3), fratele mai mic al lui Alec și Isabelle și fratele adoptiv al lui Jace
- Holly Deveaux în rolul Rebecca Lewis (sezoanele 2-3; invitat sezonul 1), sora mai mare a lui Simon
- Stephanie Bennett în rolul Lydia Branwell (sezoanele 1-2), un membru al Clave care preia temporar Institutul New York.[14] Lydia trebuia să se întoarcă în cel de-al treilea sezon, dar acest lucru nu s-a realizat niciodată, deoarece Bennett nu era disponibilă.[15]
- Raymond Ablack în rolul Raj (sezoanele 1-2; invitat sezonul 3), un vânător de umbre care impune adesea ordinele șefului Institutului New York.
- Mimi Kuzyk în rolul lui Imogen Herondale (sezoanele 2-3; invitat sezonul), fostul inchizitor al Clave care este bunica lui Jace.
- Joel Labelle în rolul lui Alaric Rodriguez (sezoanele 1-2), un vârcolac care este partenerul NYPD al lui Luke.
- Jordan Hudyma ca Blackwell (sezonul 1)
- Shailene Garnett în rolul Maureen Brown (sezonul 1), prietena lui Clary și Simon, care se întâmplă să se îndrăgostească de acesta din urmă.
- Stephen R. Hart în rolul fratelui Ieremia (sezoanele 1-2)

#### Introduse în sezonul doi
- Nick Sagar în rolul lui Victor Aldertree (sezonul 2; invitat sezonul 3), un diplomat Clave care preia Institutul.
- Lisa Berry în rolul surorii Cleophas Garroway (sezonul 2; invitat sezonul 3), fost membru al cercului, Iron Sister și sora mai mică a lui Luke.
- Luke Gallo în rolul Rufus (season 2; guest season 3)
- Will Tudor în rolul Sebastian Verlac / Jonathan Morgenstern, fratele mai mare al lui Clary și primul fiu al lui Jocelyn și Valentine, care a fost injectat cu sânge de demon înainte de nașterea sa.[16]
- Alexandra Ordolis în rolul Olivia "Ollie" Wilson, fost polițist NYPD, fostul partener al lui Luke și prietena lui Sam.
- Tara Joshi în rolul Samantha „Sam” (sezonul 2; invitat sezonul 3), iubita lui Ollie
- Lola Flanery și Sarah Hyland (sezonul 2)[17] ca Regina Seelie, conducătorul curții Seelie care se interesează de statutul Daylighter al lui Simon
- Alyssa Capriotti în rolul Lindsay
- Stephanie Belding în rolul Iris Rouse, un vrăjitor care are capacitatea de a readuce oamenii din morți
- Ariana Williams în rolul Madzie, Fiica lui Iris
- Noah Danby în rolul Russell, un membru dur al haitei lui Luke.
- Joanne Jansen în rolul Gretel (sezonul 2), un alt membru al haitei lui Luke și cel mai apropiat prieten al Maiei
- Neven Pajkic în rolul Taito (season 2)
- Shannon Kook în rolul Duncan (sezonul 2)
- Chad Connell în rolul Quinn (sezonul 2)
- Erica Deutschman în rolul Eloise (sezonul 2)
- Andreas Apergis în rolul Malachi Dieudonné (sezonul 2), consulul Clave care lucrează în secret pentru Valentine.
- Kevin Alves în rolul Bartholomew "Bat" Velasquez, un uman pe care Russell îl transformă și devine membru al haitei de vârcolaci
- Sophia Walker în rolul Catarina Loss (invitat sezonul 2; periodic 3), un vrăjitor care este un apropiat al lui Magnus și devine gardianul lui Madzie
- Tessa Mossey în rolul Heidi McKenzie (invitat sezonul 2; periodic 3)
- Josh Horvath în rolul lui Joshua / ND Vampire, membru al clanului vampirilor din Brooklyn și garda de corp a lui Raphael.

#### Introduse în sezonul trei
- Anna Hopkins în rolul Lilith, un demon important și conducătorul Edomului[18]
- Javier Muñoz în rolul Lorenzo Rey, actualul High Warlock din Brooklyn
- Chai Hansen în rolul Jordan Kyle, un vârcolac care este fostul iubit al Maiei.
- Genevieve Kang în rolul Morgan Young
- Jonathan Ho în rolul fratele Zachariach
- James McGowan în rolul Praetor Scott
- Brooks Darnell în rolul Charlie Cooper
- Jack J. Yang în rolul Asmodeus, un demon important și tatăl lui Magnus
- Steve Byers în rolul Andrew Underhill
- Françoise Yip în rolul Jia Penhallow, actualul Consul al Clavei
- Conrad Coates în rolul Detective Dwyer, locotenentul NYPD și șeful lui Luke
- Romaine Waite în rolul Griffin, noul lider al clanului vampirilor din Brooklyn în urma exilării lui Raphael
- Aimee Bessada în rolul Elle, un membru al clanului lui Griffin
- Pasha Ebrahimi în rolul Cain, fratele lui Abel și fiul lui Adam și Eva, care a devenit vampir prin magia lui Lilith și are și Marca lui Cain
- Katie Strain în rolul Nora Kendall, o femeie căreia nu-i place Heidi
- Luke Baines în rolul Jonathan Morgenstern, forma restaurată a fratelui lui Clary la înviere.[19] Will Tudor L-a jucat anterior pe Jonathan în cel de-al doilea sezon și a repetat pe scurt rolul în două episoade ale celui de-al treilea sezon, înainte ca rolul să fie refăcut la ultimul actor în urma învierii personajului.
- Kimberly-Sue Murray[19]în rolul Seelie Queen adultă,
- Kyana Teresa în rolul Lanaia, o nimfă Seelie
- Sydney Meyer în rolul Helen Blackthorn, un Shadowhunter pe jumătate Seelie[19]

## Prezentare generală a seriei
| Sezonul | Sezonul | Episoade | Episoade          | Premiera TV      | Premiera TV       |
| Sezonul | Sezonul | Episoade | Episoade          | Prima transmisie | Ultima transmisie |
| ------- | ------- | -------- | ----------------- | ---------------- | ----------------- |
|         | 1       | 13       | 13                | 12 ianuarie 2016 | 5 aprilie 2016    |
|         | 2       | 20       | 10                | 2 ianuarie 2017  | 6 martie 2017     |
| 10      | 2       | 20       | 5 iunie 2017      | 14 august 2017   |                   |
|         | 3       | 22       | 10                | 20 martie 2018   | 15 mai 2018       |
| 12      | 3       | 22       | 25 februarie 2019 | 6 mai 2019       |                   |

### Sezonul 1 (2016)
| Nr. în serial | Nr. în sezon | Titlu                              | Regizat de          | Scris de                   | Data difuzării    | Cod de producție | US telespectatori (milioane) |
| ------------- | ------------ | ---------------------------------- | ------------------- | -------------------------- | ----------------- | ---------------- | ---------------------------- |
| 1             | 1            | „The Mortal Cup”                   | McG                 | Ed Decter                  | 12 ianuarie 2016  | 267314-1         | 1.82                         |
| 2             | 2            | „The Descent Into Hell Isn't Easy” | Mick Garris         | Ed Decter & Hollie Overton | 19 ianuarie 2016  | 267314-2         | 1.01                         |
| 3             | 3            | „Dead Man's Party”                 | Andy Wolk           | Marjorie David             | 26 ianuarie 2016  | 267314-3         | 0.98                         |
| 4             | 4            | „Raising Hell”                     | Tawnia McKiernan    | Michael Reisz              | 2 februarie 2016  | 267314-4         | 0.96                         |
| 5             | 5            | „Moo Shu to Go”                    | Kelly Makin         | Angel Dean Lopez           | 9 februarie 2016  | 267314-5         | 0.95                         |
| 6             | 6            | „Of Men and Angels”                | Oz Scott            | Y. Shireen Razack          | 16 februarie 2016 | 267314-6         | 0.98                         |
| 7             | 7            | „Major Arcana”                     | J. Miles Dale       | Peter Binswanger           | 23 februarie 2016 | 267314-7         | 0.84                         |
| 8             | 8            | „Bad Blood”                        | Jeremiah S. Chechik | Allison Rymer              | 1 martie 2016     | 267314-8         | 0.87                         |
| 9             | 9            | „Rise Up”                          | J. Miller Tobin     | Hollie Overton             | 8 martie 2016     | 267314-9         | 0.95                         |
| 10            | 10           | „This World Inverted”              | J. Miles Dale       | Y. Shireen Razack          | 15 martie 2016    | 267314-10        | 0.78                         |
| 11            | 11           | „Blood Calls to Blood”             | Mairzee Almas       | Marjorie David             | 22 martie 2016    | 267314-11        | 0.78                         |
| 12            | 12           | „Malec”                            | James Marshall      | Michael Reisz              | 29 martie 2016    | 267314-12        | 0.82                         |
| 13            | 13           | „Morning Star”                     | J. Miles Dale       | Peter Binswanger           | 5 aprilie 2016    | 267314-13        | 0.76                         |

1. ↑  Al doilea episod, „The Descent Into Hell Isn't Easy”, a fost lansat online pe 12 ianuarie 2016, după premiera primului episod.[21]

### Sezonul 2 (2017)
| Nr. în serial | Nr. în sezon | Titlu                                | Regizat de                 | Scris de                      | Data difuzării    | Cod de producție | US telespectatori (milioane) |
| ------------- | ------------ | ------------------------------------ | -------------------------- | ----------------------------- | ----------------- | ---------------- | ---------------------------- |
| 14            | 1            | „This Guilty Blood”                  | Matt Hastings              | Michael Reisz                 | 2 ianuarie 2017   | 267314-14        | 1.19                         |
| 15            | 2            | „A Door Into the Dark”               | Andy Wolk                  | Y. Shireen Razack             | 9 ianuarie 2017   | 267314-15        | 0.75                         |
| 16            | 3            | „Parabatai Lost”                     | Gregory Smith              | Peter Binswanger              | 16 ianuarie 2017  | 267314-16        | 0.81                         |
| 17            | 4            | „Day of Wrath”                       | Joe Lazarov                | Jamie Gorenberg               | 23 ianuarie 2017  | 267314-17        | 0.64                         |
| 18            | 5            | „Dust, and Shadows”                  | Salli Richardson-Whitfield | Zac Hug                       | 30 ianuarie 2017  | 267314-18        | 0.58                         |
| 19            | 6            | „Iron Sisters”                       | Mike Rohl                  | Allison Rymer                 | 6 februarie 2017  | 267314-19        | 0.65                         |
| 20            | 7            | „How Are Thou Fallen”                | Ben Bray                   | Hollie Overton                | 13 februarie 2017 | 267314-20        | 0.55                         |
| 21            | 8            | „Love is a Devil”                    | Catriona McKenzie          | Y. Shireen Razack             | 20 februarie 2017 | 267314-21        | 0.67                         |
| 22            | 9            | „Bound by Blood”                     | Matt Hastings              | Peter Binswanger              | 27 februarie 2017 | 267314-22        | 0.52                         |
| 23            | 10           | „By the Light of Dawn”               | Joshua Butler              | Todd Slavkin & Darren Swimmer | 6 martie 2017     | 267314-23        | 0.64                         |
| 24            | 11           | „Mea Maxima Culpa”                   | Matt Hastings              | Michael Reisz                 | 5 iunie 2017      | 267314-24        | 0.71                         |
| 25            | 12           | „You Are Not Your Own”               | Bille Woodruff             | Jamie Gorenberg               | 12 iunie 2017     | 267314-25        | 0.55                         |
| 26            | 13           | „Those of Demon Blood”               | Michael Goi                | Zac Hug                       | 19 iunie 2017     | 267314-26        | 0.59                         |
| 27            | 14           | „The Fair Folk”                      | Chris Grismer              | Taylor Mallory                | 26 iunie 2017     | 267314-27        | 0.67                         |
| 28            | 15           | „A Problem of Memory”                | Peter DeLuise              | Allison Rymer                 | 10 iulie 2017     | 267314-28        | 0.46                         |
| 29            | 16           | „Day of Atonement”                   | Paul Wesley                | Peter Binswanger              | 17 iulie 2017     | 267314-29        | 0.59                         |
| 30            | 17           | „A Dark Reflection”                  | Jeffrey Hunt               | Hollie Overton                | 24 iulie 2017     | 267314-30        | 0.60                         |
| 31            | 18           | „Awake, Arise, or Be Forever Fallen” | Amanda Row                 | Jamie Gorenberg               | 31 iulie 2017     | 267314-31        | 0.63                         |
| 32            | 19           | „Hail and Farewell”                  | Matt Hastings              | Bryan Q. Miller               | 7 august 2017     | 267314-32        | 0.60                         |
| 33            | 20           | „Beside Still Water”                 | Matt Hastings              | Todd Slavkin & Darren Swimmer | 14 august 2017    | 267314-33        | 0.59                         |

### Sewonul 3 (2018–19)
| Nr. în serial | Nr. în sezon | Titlu                         | Regizat de                 | Scris de                                                                    | Data difuzării    | Cod de producție | US telespectatori (milioane) |
| ------------- | ------------ | ----------------------------- | -------------------------- | --------------------------------------------------------------------------- | ----------------- | ---------------- | ---------------------------- |
| 34            | 1            | „On Infernal Ground”          | Matt Hastings              | Todd Slavkin & Darren Swimmer                                               | 20 martie 2018    | 267314-34        | 0.49                         |
| 35            | 2            | „The Powers That Be”          | Peter DeLuise              | Peter Binswanger                                                            | 27 martie 2018    | 267314-35        | 0.44                         |
| 36            | 3            | „What Lies Beneath”           | Amanda Row                 | Alex Schemmer                                                               | 3 aprilie 2018    | 267314-36        | 0.46                         |
| 37            | 4            | „Thy Soul Instructed”         | Emile Levisetti            | Jamie Gorenberg                                                             | 10 aprilie 2018   | 267314-37        | 0.35                         |
| 38            | 5            | „Stronger Than Heaven”        | Geoff Shotz                | Brian Millikin                                                              | 17 aprilie 2018   | 267314-38        | 0.30                         |
| 39            | 6            | „A Window Into an Empty Room” | Alexis Korycinsk           | Aisha Porter-Christie                                                       | 24 aprilie 2018   | 267314-39        | 0.43                         |
| 40            | 7            | „Salt in the Wound”           | Joshua Butler              | Celeste Vasquez                                                             | 1 mai 2018        | 267314-40        | 0.42                         |
| 41            | 8            | „A Walk in Darkness”          | Ari Sandel                 | Jamie Gorenberg                                                             | 8 mai 2018        | 267314-41        | 0.42                         |
| 42            | 9            | „Familia Ante Omnia”          | Matt Hastings              | Taylor Mallory                                                              | 15 mai 2018       | 267314-42        | 0.37                         |
| 43            | 10           | „Erchomai”                    | Jeff Hunt                  | Bryan Q. Miller                                                             | 15 mai 2018       | 267314-43        | 0.31                         |
| 44            | 11           | „Lost Souls”                  | Matt Hastings              | Todd Slavkin & Darren Swimmer                                               | 25 februarie 2019 | 267314-44        | 0.37                         |
| 45            | 12           | „Original Sin”                | Matt Hastings              | Alex Schemmer                                                               | 4 martie 2019     | 267314-45        | 0.31                         |
| 46            | 13           | „Beati Bellicosi”             | Michael Rohl               | Brian Millikin                                                              | 11 martie 2019    | 267314-46        | 0.35                         |
| 47            | 14           | „A Kiss from a Rose”          | Salli Richardson-Whitfield | Zoe Broad                                                                   | 18 martie 2019    | 267314-47        | 0.31                         |
| 48            | 15           | „To the Night Children”       | Siluck Saysanasy           | Peter Binswanger                                                            | 25 martie 2019    | 267314-48        | 0.35                         |
| 49            | 16           | „Stay With Me”                | Amanda Row                 | Aisha Porter-Christie                                                       | 1 aprilie 2019    | 267314-49        | 0.37                         |
| 50            | 17           | „Heavenly Fire”               | Shannon Kohli              | Celeste Vasquez                                                             | 8 aprilie 2019    | 267314-50        | 0.31                         |
| 51            | 18           | „The Beast Within”            | Joshua Butler              | Taylor Mallory                                                              | 15 aprilie 2019   | 267314-51        | 0.34                         |
| 52            | 19           | „Aku Cinta Kamu”              | Todd Slavkin               | Jamie Gorenberg                                                             | 22 aprilie 2019   | 267314-52        | 0.32                         |
| 53            | 20           | „City of Glass”               | Matt Hastings              | Bryan Q. Miller                                                             | 29 aprilie 2019   | 267314-53        | 0.33                         |
| 54            | 21           | „Alliance”                    | Todd Slavkin               | Poveste de: Bryan Q. Miller Scenariu de: Jamie Gorenberg & Peter Binswanger | 6 mai 2019        | 267314-54        | 0.31                         |
| 55            | 22           | „All Good Things...”          | Todd Slavkin               | Todd Slavkin & Darren Swimmer                                               | 6 mai 2019        | 267314-55        | 0.31                         |